# Banjarmlati
Banjarmlati is een bestuurslaag in het regentschap Kediri van de provincie Oost-Java, Indonesië. Banjarmlati telt 4607 inwoners (volkstelling 2010).